# Cyclopes ida
Cyclopes didactylus, hormiguero pigmeo conocido como angelito, flor de balsa amazónico o serafín, es una especie de la familia Cyclopedidae, que se encuentra desde el centro-sur de Colombia, al este de los Andes, en la Amazonía ecuatoriana, peruana y del noroeste de Brasil, entre los ríos Negro y Yuruá.

## Descripción
Presenta una longitud de aproximadamente 18 cm, con cola de cerca de 20 cm. Pelaje principalmente amarillo grisáceo, con vientre amarillo, dorsal gris pardusco, patas y cola generalmente grises. Partes inferiores de color amarillo claro, sin raya ventral. Franja dorsal, cuando está presente, indistinta y desaparecida en el pelaje dorsal. Región fronto-nasal del cráneo deprimida, de perfil cóncavo. Apertura externa de la oreja dirigida lateralmente.

## Comportamiento
Especie arborícola, nocturna y solitaria, se alimenta de hormigas y de manera ocasional de otros insectos.